# Tennistoernooi van Rome 2008
Het tennistoernooi van Rome van 2008 werd van 5 tot en met 18 mei 2008 gespeeld op de gravel-banen van het Foro Italico in de Italiaanse hoofdstad Rome. De officiële naam van het toernooi was Internazionali BNL d'Italia.
Het tennistoernooi van Rome trok 129.292 toeschouwers.
Het toernooi bestond uit twee delen:
- ATP-toernooi van Rome 2008, het toernooi voor de mannen, van 5 tot en met 11 mei
- WTA-toernooi van Rome 2008, het toernooi voor de vrouwen, van 12 tot en met 18 mei

ATP-toernooi van Rome – WTA-toernooi van Rome

1990 · 1991 · 1992 · 1993 · 1994 · 1995 · 1996 · 1997 · 1998 · 1999 · 2000 · 2001 · 2002 · 2003 · 2004 · 2005 · 2006 · 2007 · 2008 · 2009 · 2010 · 2011 · 2012 · 2013 · 2014 · 2015 · 2016 · 2017 · 2018 · 2019 · 2020 · 2021 · 2022 · 2023 · 2024